# Dictyophara haywardi
Dictyophara haywardi är en insektsart som beskrevs av Victor Lallemand 1947. Dictyophara haywardi ingår i släktet Dictyophara och familjen Dictyopharidae. Inga underarter finns listade i Catalogue of Life.